# Jarkowo (Rymań)
Jarkowo (deutsch Jarchow) ist ein Dorf in der polnischen Woiwodschaft Westpommern. Es liegt im Gebiet der Gmina Rymań (Landgemeinde Roman) und gehört mit dieser zum Powiat Kołobrzeski (Kolberger Kreis).

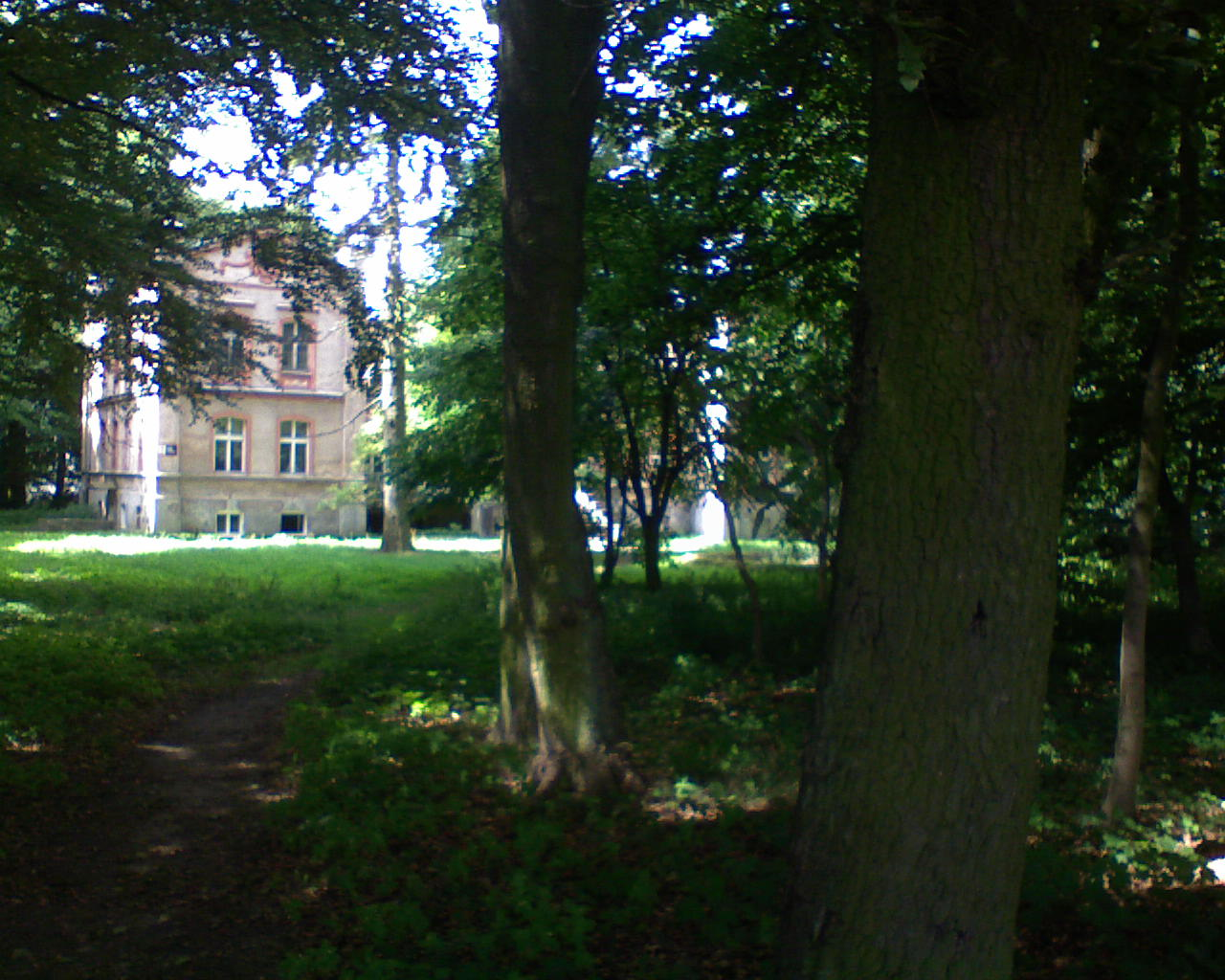
Bis 1946 Gutshaus und Park des Gutsbezirks Jarchow

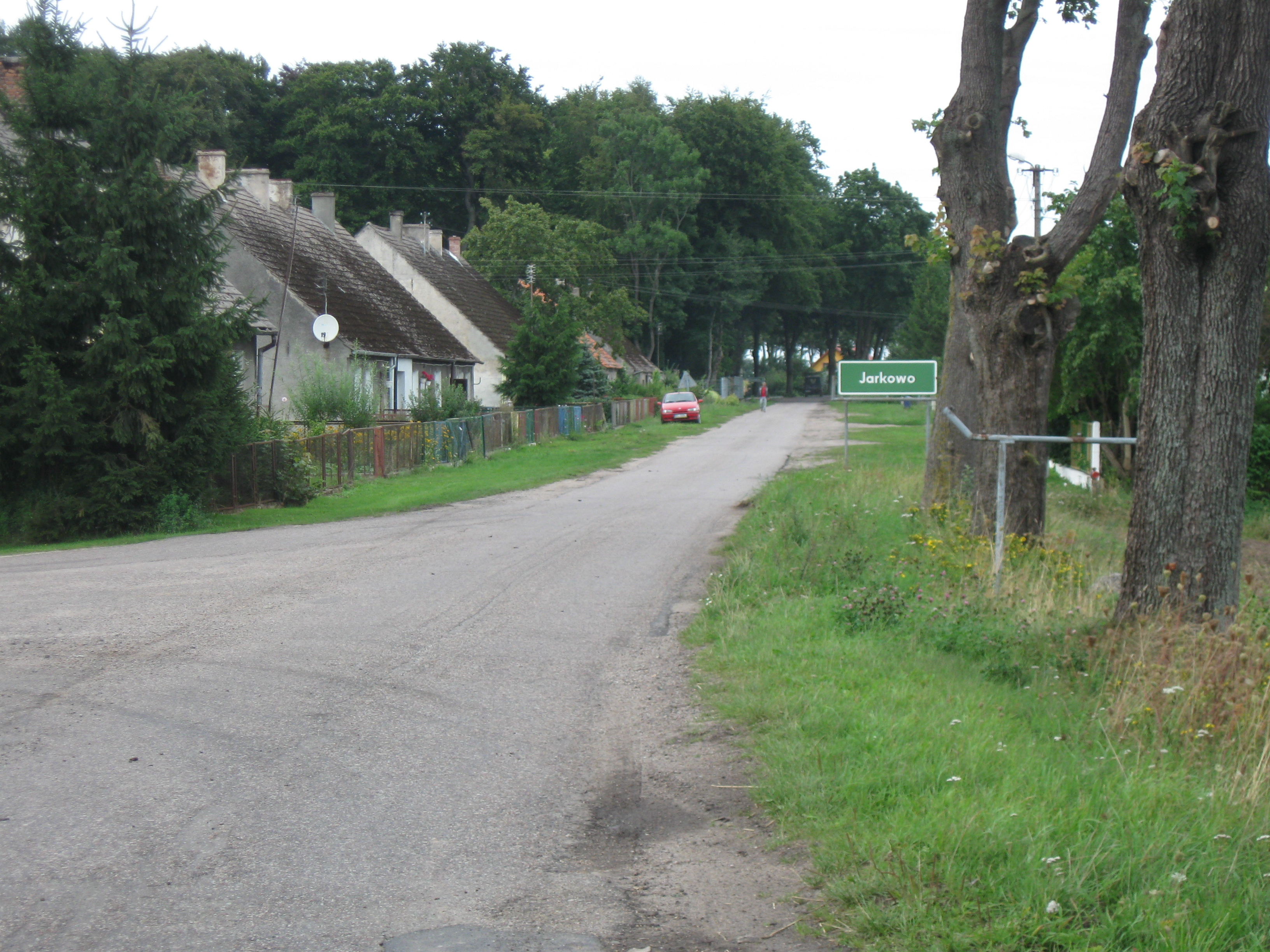
Ortsbild (Aufnahme von 2013)

## Geographische Lage
Das Dorf liegt in Hinterpommern, etwa 80 Kilometer nordöstlich von Stettin und etwa 20 Kilometer südwestlich von Kołobrzeg (Kolberg), umgeben von landwirtschaftlich genutzten Flächen. Nachbarorte sind im Norden Mechowo (Mönchgrund), im Osten Gorawino (Gervin), im Süden Kinowo (Kienow) und im Westen Dargosław (Dargislaff).
Östlich des Dorfes fließt der Pöskebach, westlich des Dorfes der Rottbach. Beide begrenzen die historische Gemarkung des Dorfes.

## Geschichte
Das Dorf wurde erstmals in einer Urkunde aus den Jahren 1170/1177 erwähnt, mit der der pommersche Herzog Kasimir I. Mönchen aus dem Kloster Lund Landbesitz zur Gründung eines Klosters verlieh, darunter auch das Dorf Harchouwe, das jedoch wüst lag.
Bei der Klostergründung handelte es sich um das Kloster Belbuck, das aber schon um 1185 wieder aufgegeben wurde. Eine zweite Gründung des Klosters erfolgte durch Mönche aus Mariengaarde. Mit einer Urkunde aus dem Jahre 1208 verliehen die pommerschen Herzöge Bogislaw II. und Kasimir II. ihnen im Wesentlichen den gleichen Landbesitz, darunter wiederum das nun Jarchowe genannte, wüste Dorf.
Bald darauf, im Jahre 1224, überwies Herzogin Anastasia, die Witwe Herzog Bogislaws I., dem Kloster Belbuck Landbesitz zur Gründung eines Nonnenklosters, des Klosters Marienbusch. Zu dem in der Urkunde genannten Besitz gehörte auch das hier Jarcouwe genannte Dorf, das doch eigentlich dem Kloster Belbuck schon zuvor zugewiesen worden war.
Die Schenkung wurde durch ihre Enkel, die Herzöge Barnim I. und Wartislaw III., mit einer Urkunde aus dem Jahre 1227 leicht abgewandelt bestätigt. Das Dorf erschien hier unter dem Namen Jarcowo,
ebenso in einer weiteren Besitzbestätigung für das Kloster Marienbusch durch Herzog Wartislaw III. aus dem Jahre 1240. Im Jahre 1269 wurde das Dorf wieder in einer Besitzbestätigung Herzog Barnims I. für das Kloster Belbuck aufgeführt.
Das Dorf wurde bei der mittelalterlichen Besiedlung durch deutsche Bauern als ein Zeilendorf angelegt. Als im Jahre 1310 im Nachbardorf Kienow eine Pfarrkirche eingerichtet wurde, ordnete der Bischof von Cammin, Heinrich von Wacholz, das Dorf Jarchow ihrem neuen Kirchspiel zu.
1467 kam Jarchow, ebenso wie das Nachbardorf Dargislaff, durch Tausch vom Kloster Belbuck an die alte pommersche  Familie Wacholz. Auf der Lubinschen Karte des Herzogtums Pommern (1618) ist Jarchow verzeichnet. Im 17. Jahrhundert wurde Jarchow in zwei Anteile aufgeteilt, die aber beide in der Familie Wacholz blieben und zeitweise in einer Hand lagen. Die Gutsherrschaft zog die Bauernstellen ein, so dass Jarchow im 17. und 18. Jahrhundert zu einem Gutsdorf wurde.
Der eine Anteil wurde als Jarchow A oder Groß Jarchow bezeichnet. Der andere Anteil wurde als Jarchow B oder Klein Jarchow bezeichnet. Zu diesem Anteil gehörte ein gesonderter Gutshof, der südlich des heutigen Dorfes lag.
In Ludwig Wilhelm Brüggemanns Ausführlicher Beschreibung des gegenwärtigen Zustandes des Königlich-Preußischen Herzogtums Vor- und Hinterpommern (1784) sind Groß-Jarchow und Klein-Jarchow unter den adeligen Gütern des Greiffenbergschen Kreises aufgeführt. Die Beschreibung zeigt Groß-Jarchow als Gutsdorf, in dem es damals nur das Vorwerk (Gutshof) mit einer Schäferei gab. In Klein-Jarchow gab es ebenfalls das Vorwerk mit einer Schäferei, daneben einen Kossäten (Kleinbauern).
Um 1857  war Otto von Wacholtz Besitzer von Jarchow A und B. Im 19. Jahrhundert wurden beide Gutsanteile wieder zusammengefasst und der bisherige Gutshof von Jarchow B als Vorwerk des Gutes Jarchow genutzt. Jarchow hatte eine eigene Schule. Otto von Wacholtz wurde auch 1867 als Besitzer des Gutes genannt.
1882 kaufte der Besitzer des Nachbargutes Gervin B, ein gewisser Bernhard Fick, das Gut Jarchow. Nach weiteren Besitzwechseln teilte Ende des 19. Jahrhunderts der damalige Gutsbesitzer das Gut auf. Es entstanden, über die Feldmark von Jarchow verteilt, zahlreiche neue Bauernhöfe; die Einwohnerzahl von Jarchow stieg deutlich. Zugleich wurde das bisherige Vorwerk Klein Jarchow aufgegeben. Der verkleinerte Gutsbetrieb wurde als ein sogenanntes Restgut weitergeführt.
Jarchow wurde im Jahre 1818 aus dem Kreis Greifenberg in den Kreis Fürstenthum umgegliedert; die neue Kreisgrenze verlief westlich des Dorfes. Bei der Auflösung des Kreises Fürstenthum im Jahre 1871 kam Jarchow zum Kreis Colberg-Cörlin. Ab dem 19. Jahrhundert bildete Jarchow einen Gutsbezirk. Nach der teilweisen Aufsiedlung des Gutes wurde (nach 1910) anstelle des Gutsbezirks Jarchow die Landgemeinde Jarchow gebildet.
Gegen Ende des Zweiten Weltkriegs wurde Jarchow Anfang März 1945 von der Roten Armee  besetzt und anschließend – wie ganz Hinterpommern – seitens der sowjetischen Besatzungsmacht der Volksrepublik Polen zur Verwaltung unterstellt.  Die einheimische Bevölkerung wurde anschließend von der polnischen Administration aus dem Kreisgebiet vertrieben. Der Ortsname wurde zu „Jarkowo“ polonisiert.

### Demographie

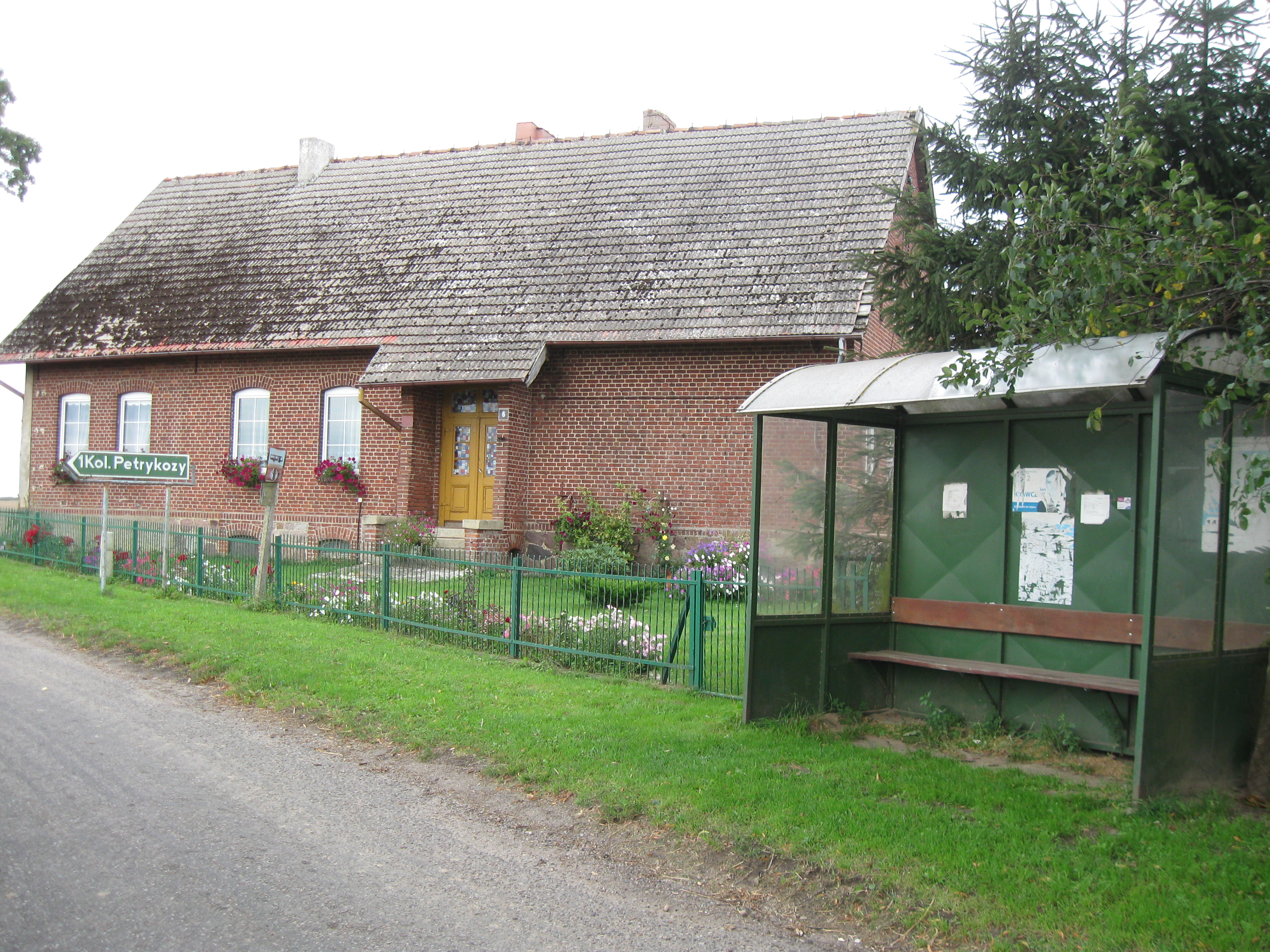
Bus-Haltestelle bei der Schule

| Jahr | Einwohner | Anmerkungen                                 |
| ---- | --------- | ------------------------------------------- |
| 1816 | 56        | [ 9 ]                                       |
| 1822 | 56        | [ 10 ]                                      |
| 1855 | 97        | [ 9 ]                                       |
| 1861 | 113       | in 15 Familien, sieben Wohngebäude          |
| 1867 | 114       | am 3. Dezember                              |
| 1871 | 109       | am 1. Dezember, ausschließlich Evangelische |
| 1905 | 216       | [ 9 ]                                       |
| 1910 | 205       | am 1. Dezember                              |
| 1923 | 173       | [ 9 ]                                       |
| 1925 | 226       | [ 14 ]                                      |
| 1933 | 208       | [ 15 ]                                      |
| 1939 | 181       | [ 15 ]                                      |

| Jahr      | 2013 | 2020 |
| --------- | ---- | ---- |
| Einwohner | 259  | ?    |

## Kirche
Im Mittelalter gehörte Jarchow zum Kirchspiel der im Jahre 1310 im Nachbardorf Kienow eingerichteten Pfarrkirche. Die Kirche in Kienow ging wohl in der Reformationszeit ein.
Bis 1945 gehörte Jarchow zum evangelischen Kirchspiel der Pfarrkirche im Nachbardorf Dargislaff.